# Arcidiocesi di Cosenza-Bisignano

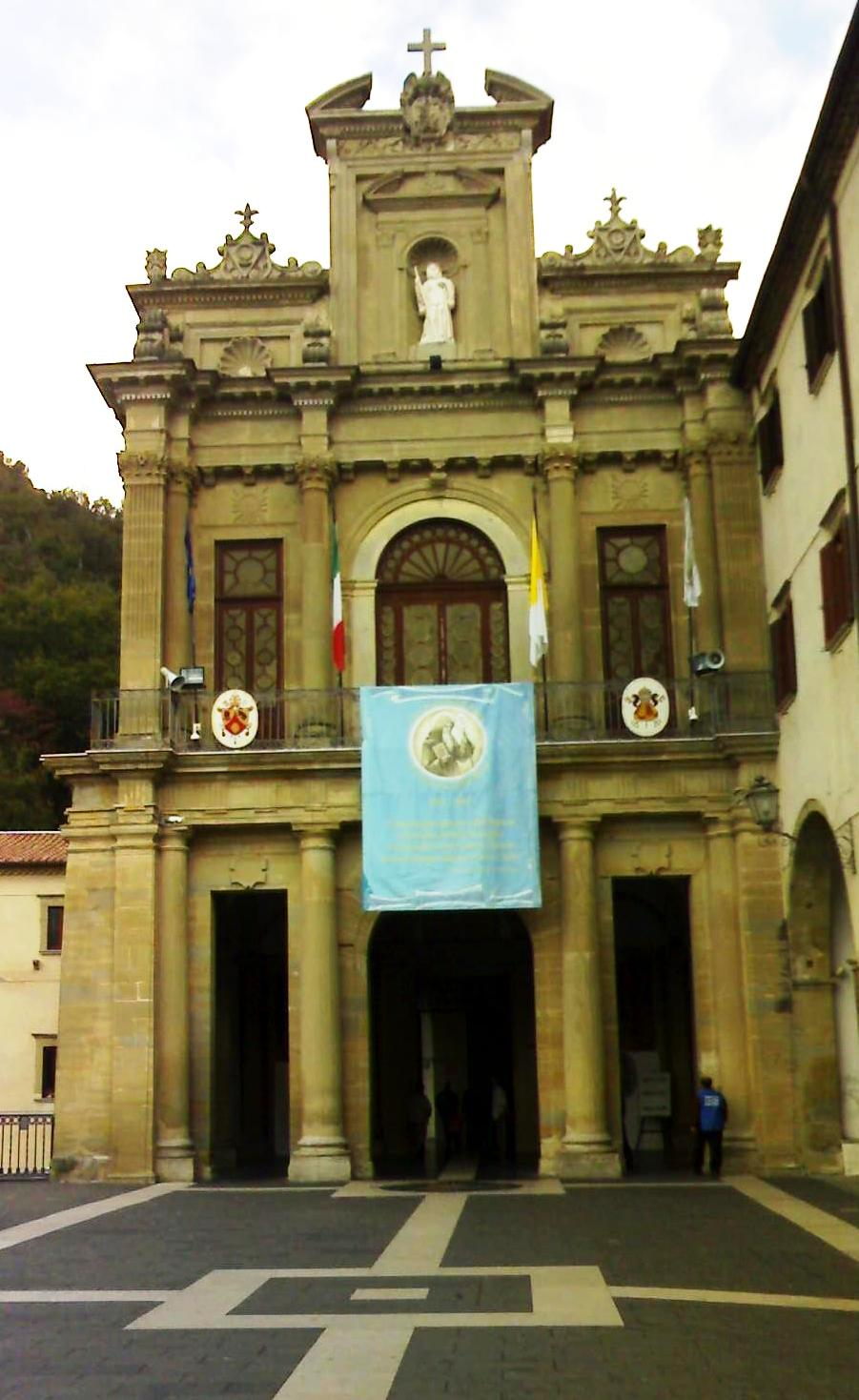
Facciata del santuario di San Francesco di Paola.

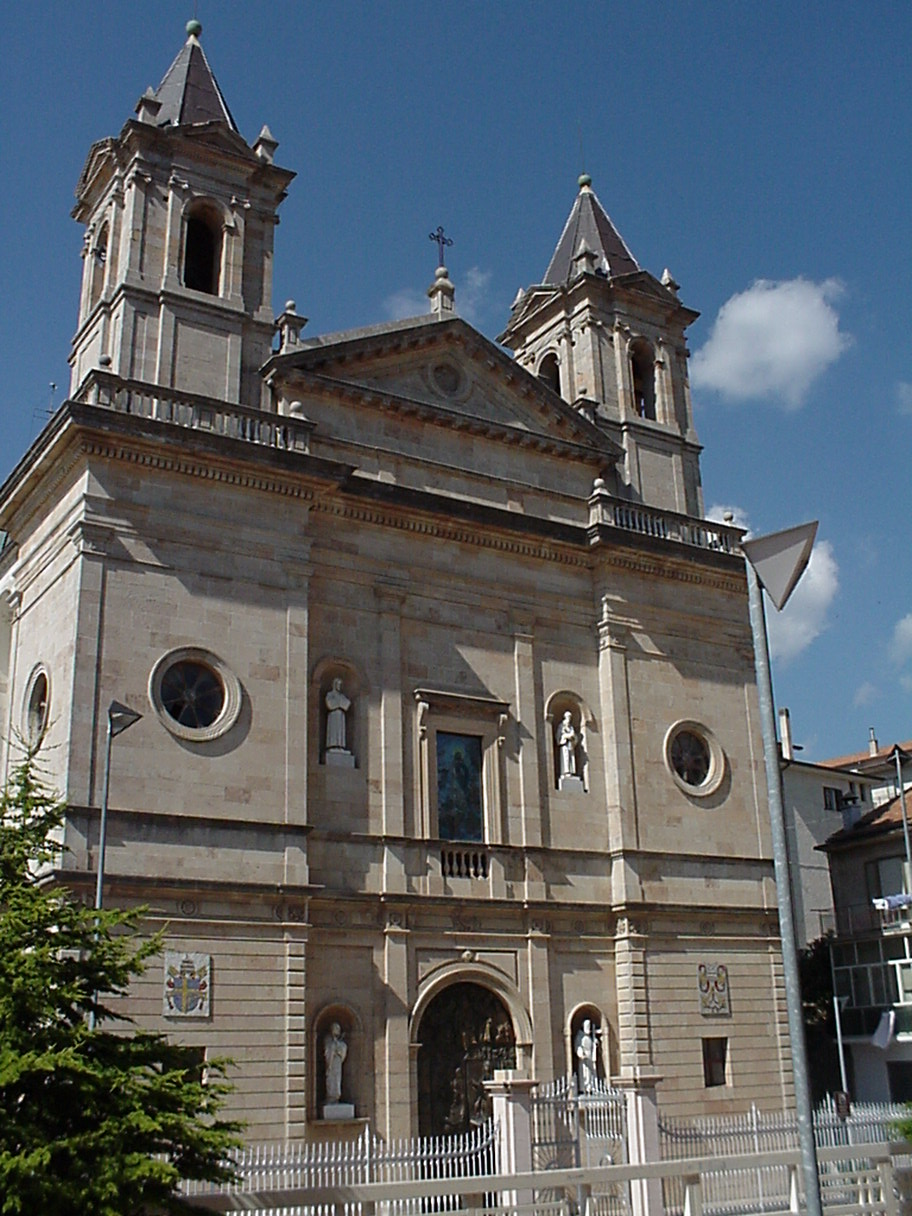
La basilica di Sant'Angelo ad Acri.

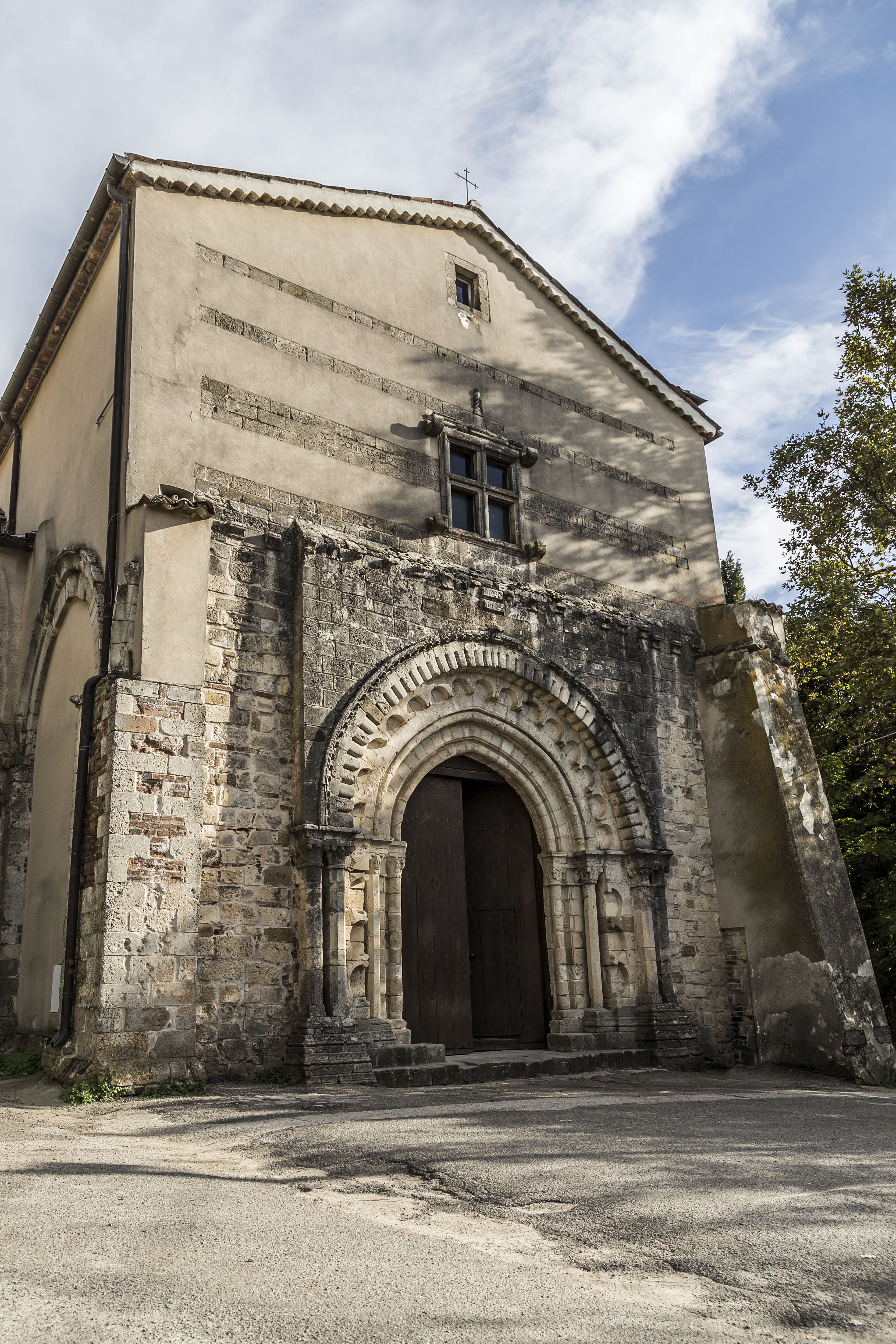
L'abbazia di Santa Maria della Sambucina.

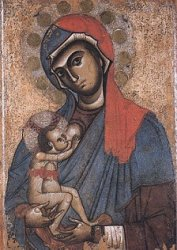
Icona della Madonna del Pilerio, patrona dell'arcidiocesi.

L'arcidiocesi di Cosenza-Bisignano (in latino Archidioecesis Cosentina-Bisinianensis) è una sede metropolitana della Chiesa cattolica in Italia appartenente alla regione ecclesiastica Calabria. Nel 2023 contava 374.100 battezzati su 376.200 abitanti. È retta dall'arcivescovo Giovanni Checchinato.

## Territorio
L'arcidiocesi comprende 62 comuni della provincia di Cosenza: Acri, Aiello Calabro, Altilia, Amantea, Aprigliano, Belmonte Calabro, Belsito, Bianchi, Bisignano, Carolei, Carpanzano, Casali del Manco, Castiglione Cosentino, Castrolibero, Celico, Cellara, Cerisano, Cleto, Colosimi, Cosenza, Dipignano, Domanico, Figline Vegliaturo, Fiumefreddo Bruzio, Fuscaldo, Grimaldi, Lago, Lappano, Lattarico, Longobardi, Luzzi, Malito, Mangone, Marano Marchesato, Marano Principato, Marzi, Mendicino, Montalto Uffugo, Paola, Parenti, Paterno Calabro, Pedivigliano, Piane Crati, Pietrafitta, Rende, Rogliano, Rose, Rota Greca, Rovito, San Fili, San Giovanni in Fiore, San Lucido, San Martino di Finita, San Pietro in Amantea, San Pietro in Guarano, San Vincenzo La Costa, Santo Stefano di Rogliano, Scigliano, Serra d'Aiello, Spezzano della Sila, Torano Castello e Zumpano.
Sede arcivescovile è la città di Cosenza, dove si trova la cattedrale dell'Assunzione di Maria Vergine. A Bisignano sorge la concattedrale di Santa Maria Assunta.
Nell'arcidiocesi si trovano tre importanti basiliche minori: la basilica della Madonna della Catena a Laurignano, la basilica di San Francesco da Paola a Paola e la basilica di Sant'Angelo ad Acri.
Il territorio si estende su 2.537 km² ed è suddiviso in 135 parrocchie, raggruppate in 8 foranie: Urbana I, Urbana II, Cratense, Marina, Savuto, Serre, Florense e Silana.
La provincia ecclesiastica cosentina, istituita nel 2001, comprende le diocesi di Cassano all'Jonio e di San Marco Argentano-Scalea e l'arcidiocesi di Rossano-Cariati.

## Storia
L'odierna arcidiocesi è frutto dell'unione delle antiche sedi di Cosenza e di Bisignano, stabilita nel 1986.

### Bisignano
Incerta è l'origine della diocesi di Bisignano, eretta probabilmente tra il VII e l'VIII secolo su parte dei territori dell'antica diocesi di Thurio, da cui avrebbero tratto origine anche le diocesi di Cassano e di Rossano. Il primo vescovo documentato è Anteramo (o Auderamo), che prese parte al sinodo riunito da papa Zaccaria a Roma nel 743; tuttavia, a causa delle diverse varianti presenti nei manoscritti, questo vescovo è attribuito da alcuni autori alla sede di Bisenzio sul lago di Bolsena.
La diocesi è probabilmente di origine bizantina. Assente nelle più antiche Notitiae Episcopatuum del patriarcato di Costantinopoli, Bisignano compare per la prima volta in quella redatta all'epoca dell'imperatore bizantino Leone VI, databile all'inizio del X secolo, tra le suffraganee dell'arcidiocesi di Reggio.
La diocesi è documentata nelle Notitiae greche fino al XII secolo. Tuttavia, quando Salerno nel X secolo fu elevata a sede metropolitana di rito latino, Bisignano è ininterrottamente menzionata tra le suffraganee della provincia ecclesiastica salernitana dal 989 (bolla di papa Giovanni XV) al 1058 (bolla di papa Stefano IX). È evidente come la diocesi fu oggetto di contesa fra i patriarcati di Roma e di Costantinopoli, riflettendo in questo modo in campo ecclesiastico le difficoltà e le incertezze esistenti in campo politico e militare. La valle del Crati infatti fu conquistata dai Longobardi nel IX secolo, fu ripresa dalle truppe di Niceforo II Foca nella seconda metà del X secolo, per essere definitivamente conquistata dai Normanni di Roberto il Guiscardo nell'XI secolo.
Dopo la conquista normanna, nelle Provinciali della seconda metà del XII secolo Bisignano appare come immediatamente soggetta alla Santa Sede; questa indicazione è sancita da una bolla di papa Celestino III del 1192 e ripetuta nel Liber Censuum della fine del secolo. Questo status fu mantenuto dalla diocesi fino al XX secolo. Secondo alcuni autori, ma l'opinione non è condivisa da tutti gli storici, dopo la conquista normanna Bisignano avrebbe ceduto parte del suo territorio per l'erezione della diocesi di San Marco.
La ricca documentazione relativa a Bisignano fin dal X secolo non è ugualmente supportata da un'adeguata cronotassi episcopale. Sono solo tre infatti i vescovi storicamente attestati fino al termine del XII secolo: Pascasio, che fu tra i firmatari nel 1087 di un diploma del duca Ruggero; Rainaldo, che sottoscrisse nel 1182 un diploma a favore dell'abate di Monreale; e Roberto, destinatario della bolla di Celestino III del 1192.
Nel XIII secolo la diocesi, ben definita nei suoi confini, vantava una numerosa presenza di chiese, conventi e proprietà. Un documento redatto all'epoca del vescovo Ruffino (1269) riporta un inventario dei beni della Chiesa di Bisignano, che si ritrova sostanzialmente invariata in una platea composta durante l'episcopato di Francesco Piccolomini all'inizio del XVI secolo.
Tra XI e XII secolo vennero fondati i più importanti monasteri presenti nel territorio diocesano. Tra questi si ricordano in modo particolare l'abbazia di Santa Maria della Sambucina, fondata dai benedettini attorno al 1087 e passata ai cistercensi nel 1136, l'abbazia di San Nicolò di Sellettano e quella di San Benedetto, fondata nel 1099. «Dal XIII secolo in poi si diffusero i francescani e i domenicani, mentre solo nel XV secolo compaiono i terziari e gli agostiniani; nel XVI aprono i loro primi conventi i minimi, i cappuccini, i riformati; infine nel XVII secolo è ricordata una casa dei padri scolopi. Quanto alle religiose, si ha memoria di tre monasteri: due di clarisse, entrambi in Bisignano, uno eretto nel XIII secolo e soppresso dopo il 1595, l'altro agli inizi del XVII secolo; e uno di cappuccinelle, fondato in Acri nel 1726 da Giuseppe Leopoldo Sanseverino.»
A partire dal 1472 circa varie comunità di profughi albanesi, di rito bizantino, si stanziarono nel territorio diocesano nei villaggi di Santa Sofia, Pedalato, San Benedetto, Musti, Appio, San Giacomo (Torano), San Benedetto Ullano e San Martino di Finita.
Dopo il concilio di Trento, fu istituito il seminario diocesano, voluto da Prospero Vitaliani (1569-1575), ma reso possibile dal vescovo Gian Giacomo Amati (1607-1611), che lo dotò delle risorse necessarie per mantenersi. Nel Settecento fu costruito un nuovo edificio, posto tra la cattedrale ed il palazzo vescovile, ad opera del vescovo Bonaventura Sculco (1765), che dotò il nuovo seminario di una ricca biblioteca di oltre duemila volumi.
Il 27 giugno 1818 con la bolla De utiliori di papa Pio VII Bisignano, vacante da anni, fu unita aeque principaliter alla diocesi di San Marco Argentano.
Tra i vescovi delle sedi unite, nell'Ottocento, si ricordano in particolare Felice Greco (1824-1840), che restaurò le cattedrali, gli episcopi e i seminari e costruì a sue spese il santuario del Pettoruto; e Livio Parladore, vescovo per 39 anni (1849-1888), che ricostruì le strutture diocesane dopo due terremoti che sconvolsero le due sedi episcopali, e prese parte al concilio Vaticano I, dove tenne un discorso in favore del dogma dell'infallibilità papale.
Il 13 febbraio 1919 i comuni di San Benedetto Ullano e di Santa Sofia d'Epiro sono passati dalla diocesi di Bisignano alla neoeretta eparchia di Lungro di rito bizantino.
Il 4 aprile 1979, in forza della bolla Quo aptius di papa Giovanni Paolo II, Bisignano è stata separata dalla sede di San Marco Argentano e unita aeque principaliter alla sede di Cosenza.
Al momento della piena unione con Cosenza, la diocesi di Bisignano comprendeva 21 parrocchie nei comuni di Bisignano (3), Acri (7), Luzzi (3), Rose (1), Lattarico (2), Rota Greca (1), Torano Castello (2) e San Martino di Finita (2).

### Cosenza
La tradizione, sorta secoli dopo, tramanda i nomi di due vescovi che sarebbero vissuti nel corso del I secolo: Suera (o Sueda), compagno di Stefano di Nicea, presunto protovescovo di Reggio; e san Pancrazio, che in seguito sarebbe diventato vescovo di Taormina. Entrambi i vescovi possono considerarsi personaggi leggendari, mentre è possibile che in quel periodo già fosse presente a Cosenza una piccola comunità cristiana.
Altri due vescovi, Severo e Sereno, storicamente documentati nel V secolo, vengono attribuiti da storici locali alla diocesi di Cosenza. I loro nomi appaiono in due decretali pontificie: la prima di papa Innocenzo I del 416, dove sono menzionati i vescovi Massimo e Severo; la seconda di papa Gelasio I del 496, indirizzata al vescovo Sereno. Le decretali non riportano la sede di appartenenza di questi vescovi, ma solo generiche espressioni come «episcopi per Bruttios» o «episcopi Bruttiorum», troppo poco per poter affermare con certezza che Severo e Sereno siano stati vescovi di Cosenza.
Per il VI secolo lo storico locale Davide Andreotti riporta i nomi di altri due vescovi, Teodoro Savelli e Vitaliano, ma per essi non fornisce alcun riscontro documentale ed è probabile che siano sue invenzioni.
Il primo vescovo di Cosenza storicamente documentato è Palumbo, il cui nome appare in alcune missive di Gregorio Magno scritte tra settembre 597 e aprile 599. L'epistolario di Gregorio Magno informa che nel 602 la Chiesa cosentina era vacante ed affidata al visitatore apostolico Venerio, vescovo di Vibona.
La serie episcopale cosentina è molto lacunosa per il primo millennio. Dopo Palumbo, si conoscono tre soli vescovi storicamente certi: Giuliano, che prese parte al concilio romano indetto da papa Agatone nel 680; Pelagio, presente al sinodo celebrato a Roma nel 743 da papa Zaccaria; e Iselgrimo, che in un anno imprecisato fra il 902 e il 920 sottoscrisse un diploma con il quale permutava un terreno con l'abate benedettino si San Vincenzo al Volturno. Cronotassi tradizionali e storici locali menzionano altri vescovi (Odelberto Squillani, Gherardo, Godelberto, Sigismondo Buglione Gallo e Ugone di Alfione), la cui esistenza è però basata su ipotesi non supportate da documentazione valida e verificabile.

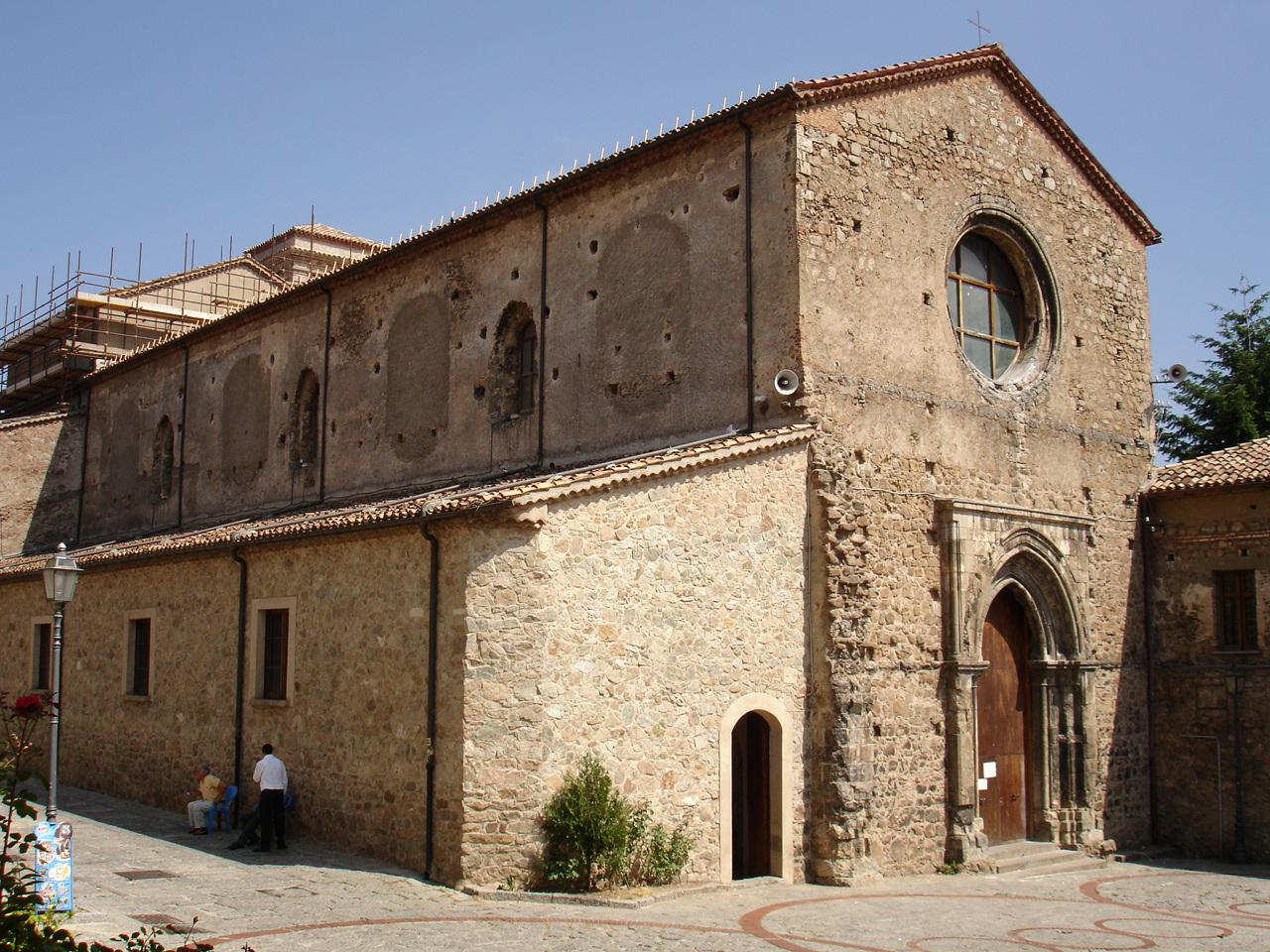
Abbazia Florense di San Giovanni in Fiore

Fino alla prima metà dell'VIII secolo le diocesi calabresi erano immediatamente soggette alla Santa Sede. In seguito invece figurano come suffraganee di rito greco dell'arcidiocesi di Reggio nel patriarcato di Costantinopoli; anche Cosenza, come Bisignano, è documentata nelle Notitiae Episcopatuum greche dal X al XII secolo. Tuttavia, a causa della precaria e instabile situazione politica della valle del Crati, Cosenza è ininterrottamente menzionata anche tra le suffraganee dell'arcidiocesi di Salerno dal 989 (bolla di papa Giovanni XV) al 1058 (bolla di papa Stefano IX). È evidente come la diocesi fu oggetto di contesa fra i patriarcati di Roma e di Costantinopoli, riflettendo in questo modo in campo ecclesiastico le difficoltà e le incertezze esistenti in campo politico e militare. La valle del Crati infatti fu conquistata dai Longobardi nel IX secolo, venne ripresa dalle truppe di Niceforo II Foca nella seconda metà del X secolo, per essere definitivamente conquistata dai Normanni di Roberto il Guiscardo nell'XI secolo.
Secondo Lupo Protospata, Pietro di Cosenza, morto nel 1056, aveva il titolo di arcivescovo; Louis Duchesne ritiene che questo titolo sia stato concesso dai Bizantini, che avrebbero proclamato l'autocefalia di Cosenza, esente dalla giurisdizione metropolitica di Reggio. Tuttavia, la bolla di papa Stefano IX del 1058 sottomette Cosenza alla metropolia di Salerno, situazione giuridica confermata dal successore di Pietro, Arnolfo, che si firmò ancora come semplice vescovo nella lettera sinodale dell'elezione pontificia di papa Niccolò II del 13 aprile 1059; alcuni mesi dopo però, nel concilio di Melfi celebrato ad agosto 1059, lo stesso Arnolfo appare tra gli arcivescovi esenti dalla giurisdizione metropolitica. È presumibile dunque che Cosenza sia stata elevata al rango di arcidiocesi immediatamente soggetta alla Santa Sede nel periodo tra aprile e agosto 1059.
Successivi documenti pontifici confermarono lo status di sede arcivescovile; con il titolo di arcivescovo e di legato pontificio, Arnolfo venne incaricato di presiedere un sinodo a Bari nel 1063; il titolo fu concesso Ruffo nel 1077 e a Arnolfo II nel 1093; nel 1098 papa Urbano II confermò i diritti metropolitici di Salerno sulle sedi di Acerenza e Conza, ma non su Cosenza, oramai sede autonoma.
Nel XII secolo la sede di Cosenza fu ulteriormente elevata di rango, con l'istituzione di una provincia ecclesiastica cosentina, documentata per la prima volta nel concilio lateranense del 1179, dove viene indicata come suffraganea di Cosenza la diocesi di Martirano.
Tra i successivi arcivescovi cosentini, si ricorda in particolare il cistercense Luca Campano (1203-1227) che fece riedificare la cattedrale, andata distrutta per il terremoto del 1184, e che consacrò, alla presenza di Federico II, nel 1222. Alla fine del XII secolo Gioacchino da Fiore aveva fondato in diocesi un ordine monastico approvato da papa Celestino III nel 1196. Nel XV secolo si distinse l'arcivescovo Pirro Caracciolo (1452-1481), che portò a termine la costruzione della chiesa di San Domenico ed eresse l'ospedale della Santissima Annunziata; nel 1471 diede per primo l'approvazione diocesana alle regole dell'Ordine dei Minimi, fondato da san Francesco di Paola.
Dopo il concilio di Trento, i vescovi si preoccuparono di attuarne le decisioni riformatrici. Tommaso Telesio (1565-1568), primo vescovo di origini cosentine dopo secoli, risiedette stabilmente in diocesi dopo una lunga serie di arcivescovi che non misero mai piede a Cosenza; a lui si deve l'istituzione del seminario in alcuni locali del palazzo vescovile; nel 1590 l'arcivescovo Giovanni Evangelista Pallotta diede una sede definitiva al seminario, affidato all'insegnamento dei gesuiti.
All'epoca dell'arcivescovo Andrea Matteo Acquaviva d'Aragona (1573-1576) si diffuse il culto per la Madonna del Pilerio, patrona della città e dell'arcidiocesi di Cosenza. A Fantino Petrignani (1577-1585) è attribuito un sinodo provinciale. Durante il lungo episcopato di Giovanni Battista Costanzo (1591-1617) furono indetti tre sinodi diocesani e un concilio provinciale (1596), al quale parteciparono non solo il vescovo di Martirano, ma anche quelli di Umbriatico, di San Marco e di Cariati; Costanzo provvide anche ad effettuare una visita pastorale in tutta l'arcidiocesi. Ulteriori sinodi diocesani furono celebrati dai presuli cosentini fino al termine del Settecento.
In seguito al concordato del 1818 tra il Regno di Napoli e la Santa Sede fu soppressa la diocesi di Martirano, unica suffraganea di Cosenza, che perciò perse la dignità metropolitica e divenne una sede arcivescovile immediatamente soggetta alla Santa Sede.
Nell'Ottocento gli arcivescovi dovettero impegnarsi per la ricostruzione morale e religiosa del territorio dopo il periodo napoleonico e la prima soppressione dei religiosi, cui ne seguì una seconda in concomitanza con l'unità d'Italia; in questo periodo furono solo tre gli arcivescovi cosentini, che coprirono, con lunghi episcopati, quasi un secolo di vita diocesana, e cioè Domenico Narni Mancinelli (1818-1832), Lorenzo Pontillo (1834-1873) e Camillo Sorgente (1874- 1911).
Dopo circa mille anni di continuità territoriale entro i medesimi confini, il 16 dicembre 1963 l'arcidiocesi si ampliò includendo i comuni di Amantea, Aiello Calabro, Serra d'Aiello, San Pietro in Amantea, Belmonte, Cleto, Falconara Albanese, Fiumefreddo Bruzio, Longobardi e le parrocchie di Laghitello e Terrati (nel comune di Lago), che prima appartenevano alla diocesi di Tropea. Altre variazioni territoriali intervennero il 21 e 22 novembre 1973, quando furono aggregati all'arcidiocesi i comuni di Scigliano, Pedivigliano, Colosimi, Bianchi e Panettieri che appartenevano alla diocesi di Nicastro (oggi diocesi di Lamezia Terme) e venne ceduta all'eparchia di Lungro la parrocchia di rito greco di Falconara Albanese.
Nel 1978 a Cosenza fu istituita la parrocchia del Santissimo Salvatore di rito greco, che fu ceduta agli eparchi di Lungro.
Durante l'episcopato di Dino Trabalzini fu costruito a Rende un nuovo seminario arcivescovile, che accolse papa Giovanni Paolo II durante la sua visita pastorale all'arcidiocesi nel mese di ottobre 1984.

### Cosenza-Bisignano
Il 4 aprile 1979 in forza della bolla Quo aptius di papa Giovanni Paolo II le due diocesi di Cosenza e di Bisignano sono state unite aeque principaliter. Il 30 settembre 1986 con il decreto Instantibus votis della Congregazione per i Vescovi l'unione è diventata piena, e la nuova circoscrizione ecclesiastica ha assunto il nome attuale.
Il 6 marzo 1989, con la lettera apostolica Caelestis Matris, papa Giovanni Paolo II ha confermato la Beata Maria Vergine, venerata con il nome di Madonna del Pilerio, patrona dell'arcidiocesi.
Il 18 novembre 1989 la parrocchia di Panettieri è stata ceduta all'arcidiocesi di Catanzaro; altra variazione territoriale fu sancita il 18 novembre 1997, quando le parrocchie di Acquappesa e Guardia Piemontese sono state cedute alla diocesi di San Marco Argentano-Scalea.
Il 30 gennaio 2001 Cosenza-Bisignano è stata ristabilita nel rango metropolitico con la bolla Maiori Christifidelium di papa Giovanni Paolo II.
Il 25 giugno 2013 è stato inaugurato il museo diocesano di Cosenza nei locali dell'antico seminario cittadino.

## Cronotassi dei vescovi
Si omettono i periodi di sede vacante non superiori ai 2 anni o non storicamente accertati.

### Vescovi di Bisignano
- Anteramo ? † (menzionato nel 743)[26]
- Ulutto ? † (menzionato nel 970)[27]
- Pascasio † (menzionato nel 1087)[7]
- Rainaldo † (menzionato nel 1182)[28]
- Roberto † (menzionato nel 1192)[28]
- Anonimo † (menzionato nel 1200 e nel 1203)[28]
- P. † (menzionato nel 1208)[28]
- Anonimo † (menzionato nel 1215 e nel 1216)[28]
- Guglielmo I † (prima del 1220 - dopo il 1224)[28]
- Pietro † (prima del 1235 - dopo il 1238)[28]
- Rainuccio, O.F.M. † (8 novembre 1254 - ?)[28]
- Anonimo † (menzionato nel 1256 e nel 1258)[28]
- Anonimo † (menzionato nel 1262 e nel 1264)[28]
- Ruffino † (menzionato prima del 1269)[28]
- Anonimo † (menzionato nel 1272)[28]
- Goffredo Solima † (prima del 14 luglio 1274 - circa 1295 deceduto)[28]
- Guglielmo Rende † (16 aprile 1295 - 1315 deceduto)
- Goffredo Luzzi † (14 novembre 1316 - 1319 deceduto)
- Nicolò de Acerno † (2 aprile 1319 - 22 ottobre 1331 nominato vescovo di Nola)
- Federico † (22 ottobre 1331 - giugno 1339 deceduto)
  - Sede interdetta (1339-1347)
- Cristoforo † (19 febbraio 1347 - 1354 deceduto)
- Giovanni de' Marignolli, O.F.M. † (12 maggio 1354 - 1359 deceduto)
- Giovanni Savelli, O.F.M. † (22 marzo 1359 - 1382 deceduto)
- Martino de Campo de Petra † (2 luglio 1382 - ?)
- Landolfo † (? - 1389 deceduto)
- Giacomo † (16 dicembre 1389 - 1429 deceduto)
- Antonio di Carolei † (25 febbraio 1429 - 1445 deceduto)
- Nicola Piscicelli † (11 settembre 1445 - 21 aprile 1449 nominato arcivescovo di Salerno)
- Giovanni Frangipani † (14 maggio 1449 - 1486 deceduto)
- Bernardino Ferrari † (22 settembre 1486 - 1498 deceduto)
- Francesco Piccolomini † (3 dicembre 1498 - 1530 deceduto)
- Fabio Arcella † (24 gennaio 1530 - 5 marzo 1537 nominato vescovo di Policastro)
  - Niccolò Caetani di Sermoneta † (5 marzo 1537 - 13 marzo 1549 dimesso) (amministratore apostolico)
- Domenico Somma † (13 marzo 1549 - 24 dicembre 1558 deceduto)
  - Niccolò Caetani di Sermoneta † (24 dicembre 1558 - 1560 dimesso) (amministratore apostolico, per la seconda volta)
- Sante Sacco † (7 febbraio 1560 - ?)
  - Niccolò Caetani di Sermoneta † (? dimesso) (amministratore apostolico, per la terza volta)
- Luigi Cavalcanti † (30 gennaio 1563 - 1564 deceduto)
- Martino Terracina † (28 luglio 1564 - 1566 deceduto)
- Filippo Spinola † (8 febbraio 1566 - 9 marzo 1569 nominato vescovo di Nola)
- Prospero Vitaliani † (22 aprile 1569 - 1575 dimesso)
- Giovanni Andrea Signati † (23 settembre 1575 - novembre 1575 deceduto)
- Pompeo Belli † (2 dicembre 1575 - 1584 deceduto)
- Domenico Petrucci † (23 luglio 1584 - 1598 deceduto)
- Bernardo del Nero, O.P. † (25 maggio 1598 - 1607 dimesso)
- Gian Giacomo Diamati † (2 aprile 1607 - 1611 deceduto)
- Mario Orsini † (31 gennaio 1611 - 24 aprile 1624 nominato vescovo di Tivoli)
- Alderano Bellatto † (15 aprile 1624 - 1626 dimesso)
- Giovanni Battista de Paola † (27 maggio 1626 - 1658 deceduto)
- Carlo Filippo Mei, B. † (8 luglio 1658 - 1664 deceduto)
- Paolo Piromalli, O.P. † (15 dicembre 1664 - 28 maggio 1667 deceduto)
- Giuseppe Maria Sebastiani, O.C.D. † (22 agosto 1667 - 3 ottobre 1672 nominato vescovo di Città di Castello)
- Onofrio Manes † (3 ottobre 1672 - 22 novembre 1679 deceduto)
- Giuseppe Consoli † (7 ottobre 1680 - marzo 1706 deceduto)
- Pompilio Berlingieri † (17 maggio 1706 - marzo 1721 deceduto)
- Felice Solazzo Castriotta † (16 luglio 1721 - 18 giugno 1745 dimesso[29])
- Bonaventura Sculco † (21 giugno 1745 - 20 settembre 1781 deceduto)
  - Sede vacante (1781-1792)
- Lorenzo Maria Varano, O.P. † (18 giugno 1792 - 9 dicembre 1803 deceduto)
  - Sede vacante (1803-1818)
  - Sede unita aeque principaliter a San Marco Argentano (1818-1979)[30]
  - Sede unita aeque principaliter a Cosenza (1979-1986)[31]

### Vescovi e arcivescovi di Cosenza
- Palumbo † (prima di settembre 597 - dopo aprile 599)[13]
- Giuliano † (menzionato nel 680)
- Pelagio † (menzionato nel 743)
- Iselgrimo † (menzionato nel 902/920)[17]
- Pietro I † (? - 1056 deceduto)
- Arnolfo I † (prima di aprile 1059 - dopo il 1065)[32]
- Ruffo I † (menzionato nel 1077)
- Arnolfo II † (menzionato da aprile 1093 a settembre 1123)[33][34]
- Simone † (menzionato nel 1124 e nel 1127)[17][35]
- Arnolfo III † (menzionato nel 1140)[36]
- Alfano † (menzionato nel 1147)[17]
- Riccardo † (menzionato nel 1166)[37]
- Sanzio † (menzionato nel 1168)[37]
- Ruffo II † (prima di febbraio 1177 - 24 maggio 1184 deceduto)[38]
- Pietro II ? † (menzionato nel 1185 circa)[38]
- Bonomo † (prima del 1195 - dopo il 1199)[38]
- Andrea I † (1201 - dopo il 15 novembre 1202 deceduto)[38]
- Luca Campano, O.Cist. † (prima del 12 febbraio 1203 - dopo luglio 1227 deceduto)[38]
- Opizone di Asti † (prima di novembre 1230 - dopo febbraio 1241 deceduto)[38]
  - P. † (circa 1241/1252) (vescovo eletto)[38]
  - Ildobrandino Guidone Cacciaconte † (circa 1252/1255) (vescovo eletto)[38]
- Bartolomeo Pignatelli † (4 novembre 1254 - 30 settembre 1266 nominato arcivescovo di Messina)
- Tommaso Agni, O.P. † (18 aprile 1267 - 19 marzo 1272 nominato patriarca di Gerusalemme)
  - Riccardo da Benevento † (1272 - ? deceduto) (vescovo eletto)
- Belprando † (30 novembre 1276 - 1278 deceduto)
- Pietro III, O.P. † (5 aprile 1278 - 1290 deceduto)
  - Adamo De Ducy † (17 novembre 1290 - 1295 deceduto) (vescovo eletto)
- Ruggero di Narenta † (15 agosto 1295 - 1298 deceduto)
- Pietro Boccaplanula, O.F.M. † (3 ottobre 1298 - 1319 deceduto)
- Nicola † (24 giugno 1320 - 1330 deceduto)
- Francesco Della Marra † (25 maggio 1330 - 1353 deceduto)
- Pietro de Galganis † (29 gennaio 1354 - 3 novembre 1362 deceduto)
- Nicola Caracciolo † (14 dicembre 1362 - 1365 deceduto)
- Cerretano dei Cerretani † (21 febbraio 1365 - 1377 deceduto)
- Niccolò Brancaccio † (13 gennaio 1377 - 18 dicembre 1378 dimesso)
- Giovanni da Camerino † (24 gennaio 1379 - ? deceduto)
- Andrea II † (2 dicembre 1383 - ?)
- Tirello Caracciolo Pisquizi † (24 aprile 1388 - 1412 deceduto)
- Francesco Tomacelli † (5 gennaio 1413 - 3 agosto 1424 nominato vescovo di Capaccio)
- Bernardino o Berardo Caracciolo † (3 agosto 1425 - 1452 deceduto)
- Pirro Caracciolo † (20 novembre 1452 - 1º agosto 1481 deceduto)
  - Giovanni d'Aragona † (14 novembre 1481 - 17 ottobre 1485 deceduto) (amministratore apostolico)
- Niccolò Cybo † (19 ottobre 1485 - 24 aprile 1489 nominato arcivescovo di Arles)
- Carlo Domenico del Carretto † (24 aprile 1489 - 10 ottobre 1491 nominato vescovo di Angers)
- Battista Pinelli † (10 ottobre 1491 - 1495 deceduto)
- Bartolomeo Flores † (4 agosto 1495 - 1497 deposto)
- Ludovico Agnelli † (16 ottobre 1497 - 3 novembre 1499 deceduto)
- Francisco de Borja † (6 novembre 1499 - 4 novembre 1511 deceduto)
- Giovanni Ruffo de Theodoli † (6 novembre 1511 - 1527 deceduto)
  - Niccolò Gaddi † (31 gennaio 1528 - 21 giugno 1535 dimesso) (amministratore apostolico)
- Taddeo Gaddi † (21 giugno 1535 - 22 dicembre 1561 deceduto)
  - Francesco Gonzaga † (2 giugno 1562 - 12 gennaio 1565 dimesso) (amministratore apostolico)
- Tommaso Telesio (o Milesio) † (12 gennaio 1565 - 10 gennaio 1568 deceduto)
  - Flavio Orsini † (24 gennaio 1569 - 16 settembre 1573 dimesso) (amministratore apostolico)
- Andrea Matteo Acquaviva d'Aragona † (16 settembre 1573 - 6 novembre 1576 deceduto)
- Fantino Petrignani † (6 gennaio 1577 - 1585 dimesso)
- Silvio Passerini † (20 maggio 1585 - 1587 deceduto)
- Giovanni Evangelista Pallotta † (11 settembre 1587 - 5 aprile 1591 dimesso)
- Giovanni Battista Costanzo † (5 aprile 1591 - 1617 deceduto)
- Paolo Emilio Santoro † (3 luglio 1617 - 20 novembre 1623 nominato arcivescovo di Urbino)
- Giulio Antonio Santoro † (29 gennaio 1624 - 28 settembre 1638 deceduto)
- Martino Alfieri † (11 aprile 1639 - 30 marzo 1641 deceduto)
- Antonio Ricciulli † (27 novembre 1641 - maggio 1643 deceduto)
- Alfonso Castiglion Morelli † (31 agosto 1643 - 22 febbraio 1649 deceduto)
- Giuseppe Maria Sanfelice † (22 agosto 1650 - 10 novembre 1660 deceduto)
- Gennaro Sanfelice  † (21 novembre 1661 - 19 febbraio 1694 deceduto)
- Eligio Caracciolo † (15 marzo 1694 - 17 ottobre 1700 deceduto)
- Andrea Brancaccio, C.R. † (18 aprile 1701 - 4 giugno 1725 deceduto)
- Vincenzo Maria d'Aragona, O.P. † (23 luglio 1725 - 18 aprile 1743 deceduto)
- Francesco Antonio Cavalcanti, C.R. † (20 maggio 1743 - 7 gennaio 1748 deceduto)
- Michele Maria Capece Galeota, C.R. † (6 maggio 1748 - 20 agosto 1764 nominato arcivescovo di Capua)
- Antonio d'Afflitto, C.R. † (20 agosto 1764 - 26 ottobre 1772 deceduto)
- Gennaro Clemente Francone † (14 dicembre 1772 - 27 febbraio 1792 nominato arcivescovo, titolo personale, di Gaeta)
- Raffaele Mormile, C.R. † (27 febbraio 1792 - 28 marzo 1803 nominato arcivescovo di Palermo)
- Vincenzo Nicola Pasquale Dentice, O.S.B. † (26 giugno 1805 - 1º novembre 1806 deceduto)
  - Sede vacante (1806-1818)
- Domenico Narni Mancinelli † (6 aprile 1818 - 24 febbraio 1832 nominato vescovo di Caserta)
- Lorenzo Pontillo † (20 gennaio 1834 - 10 novembre 1873 deceduto)
- Camillo Sorgente † (4 maggio 1874 - 2 ottobre 1911 deceduto)
- Tommaso Trussoni † (14 dicembre 1912 - 9 aprile 1934 dimesso[39])
- Roberto Nogara † (22 agosto 1934 - 24 aprile 1940 deceduto)
- Aniello Calcara † (1º luglio 1940 - 5 luglio 1961 deceduto)
- Domenico Picchinenna † (4 settembre 1961 - 29 maggio 1971 nominato arcivescovo coadiutore di Catania[40])
- Enea Selis † (2 settembre 1971 - 30 ottobre 1979 dimesso)
- Dino Trabalzini † (18 marzo 1980 - 30 settembre 1986 nominato arcivescovo di Cosenza-Bisignano)

### Arcivescovi di Cosenza-Bisignano
- Dino Trabalzini † (30 settembre 1986 - 6 giugno 1998 ritirato)
- Giuseppe Agostino † (6 giugno 1998 - 18 dicembre 2004 ritirato)
- Salvatore Nunnari (18 dicembre 2004 - 15 maggio 2015 ritirato)
- Francescantonio Nolè, O.F.M.Conv. † (15 maggio 2015 - 15 settembre 2022 deceduto)[41]
- Giovanni Checchinato, dal 10 dicembre 2022

## Calendario liturgico proprio dell'arcidiocesi
In diocesi sono venerati e celebrati i seguenti santi e beati:
- 13 gennaio: Beato Francesco Maria Greco, sacerdote, parroco e fondatore
- 15 gennaio: Sante Urbicina e Secondina, vergini e martiri
- 22 gennaio: Anniversario della dedicazione della concattedrale
- 3 febbraio: San Nicola Saggio da Longobardi, e i santi Biagio, vescovo e martire, e Oscar, vescovo
- 12 febbraio: Nostra Signora del Pilerio, patrona dell'arcidiocesi
- 19 febbraio: San Proclo da Bisignano, monaco
- 2 aprile: San Francesco di Paola, eremita e fondatore dell'Ordine dei Minimi, patrono secondario dell'arcidiocesi
- 28 maggio: Anniversario della dedicazione della propria chiesa
- 19 giugno: Beata Elena Aiello, fondatrice delle Suore Minime della Passione di Nostro Signore Gesù Cristo
- 25 giugno: Anniversario della dedicazione della Chiesa Cattedrale
- 10 luglio: Santi Silvano e Bianore, martiri, e Sante Rufina e Seconda, vergini e martiri
- 18 luglio: Santa Sinforosa e sette compagni, martiri
- 25 settembre: Santi Cosma e Damiano, martiri
- 26 settembre: Santi Nilo e Bartolomeo da Rossano, abati
- 6 ottobre: San Bruno, abate
- 10 ottobre: Santi Ugolino da Cerisano e compagni, martiri
- 30 ottobre: Sant'Angelo d'Acri, sacerdote
- 3 novembre: Tutti i Santi della Calabria, e San Martino de Porres, religioso
- 26 novembre: Sant'Umile da Bisignano, patrono di Bisignano

## Statistiche
L'arcidiocesi nel 2023 su una popolazione di 376.200 persone contava 374.100 battezzati, corrispondenti al 99,4% del totale.
| anno                                                       | popolazione | popolazione | popolazione | presbiteri | presbiteri | presbiteri | presbiteri                | diaconi | religiosi | religiosi | parrocchie |
| anno                                                       | battezzati  | totale      | %           | numero     | secolari   | regolari   | battezzati per presbitero | diaconi | uomini    | donne     | parrocchie |
| ---------------------------------------------------------- | ----------- | ----------- | ----------- | ---------- | ---------- | ---------- | ------------------------- | ------- | --------- | --------- | ---------- |
| arcidiocesi di Cosenza                                     |             |             |             |            |            |            |                           |         |           |           |            |
| 1950                                                       | 238.256     | 240.656     | 99,0        | 252        | 180        | 72         | 945                       |         |           |           | 120        |
| 1969                                                       | 293.712     | 294.712     | 99,7        | 237        | 152        | 85         | 1.239                     |         | 113       | 543       | 114        |
| arcidiocesi di Cosenza e Bisignano (poi Cosenza-Bisignano) |             |             |             |            |            |            |                           |         |           |           |            |
| 1980                                                       | 348.041     | 349.207     | 99,7        | 308        | 172        | 136        | 1.130                     |         | 168       | 561       | 200        |
| 1990                                                       | 370.981     | 376.970     | 98,4        | 274        | 150        | 124        | 1.353                     | 1       | 136       | 548       | 125        |
| 1999                                                       | 378.000     | 380.000     | 99,5        | 233        | 133        | 100        | 1.622                     | 12      | 110       | 400       | 124        |
| 2000                                                       | 372.000     | 380.000     | 97,9        | 238        | 138        | 100        | 1.563                     | 11      | 112       | 573       | 126        |
| 2001                                                       | 372.000     | 380.000     | 97,9        | 238        | 138        | 100        | 1.563                     | 14      | 113       | 573       | 127        |
| 2002                                                       | 373.000     | 381.000     | 97,9        | 251        | 151        | 100        | 1.486                     | 25      | 113       | 590       | 127        |
| 2003                                                       | 374.000     | 382.000     | 97,9        | 254        | 154        | 100        | 1.472                     | 26      | 113       | 590       | 126        |
| 2004                                                       | 377.000     | 379.000     | 99,5        | 252        | 152        | 100        | 1.496                     | 25      | 113       | 590       | 126        |
| 2006                                                       | 381.000     | 383.000     | 99,5        | 263        | 163        | 100        | 1.448                     | 35      | 113       | 590       | 127        |
| 2013                                                       | 396.000     | 399.000     | 99,2        | 239        | 156        | 83         | 1.656                     | 41      | 91        | 293       | 132        |
| 2016                                                       | 378.740     | 384.150     | 98,6        | 236        | 153        | 83         | 1.604                     | 43      | 90        | 285       | 132        |
| 2019                                                       | 381.148     | 383.408     | 99,4        | 215        | 147        | 68         | 1.772                     | 40      | 79        | 262       | 131        |
| 2021                                                       | 376.615     | 378.850     | 99,4        | 218        | 150        | 68         | 1.727                     | 36      | 76        | 250       | 135        |
| 2023                                                       | 374.100     | 376.200     | 99,4        | 223        | 156        | 67         | 1.677                     | 36      | 75        | 250       | 135        |

### Per Cosenza
- (LA) Ferdinando Ughelli, Italia sacra, IX, seconda edizione, Venezia, 1721,  coll. 183–270.
- Vincenzio d'Avino, Cenni storici sulle chiese arcivescovili, vescovili e prelatizie (nullius) del Regno delle Due Sicilie, Napoli, 1848,  pp. 229-234.
- Giuseppe Cappelletti, Le Chiese d'Italia dalla loro origine sino ai nostri giorni, XXI, Venezia, 1870,  pp. 285-295.
- Francesco Lanzoni, Le diocesi d'Italia dalle origini al principio del secolo VII (an. 604), I, Faenza, 1927,  p. 343.
- (FR) R. Van Doren, Cosenza (PDF), in Dictionnaire d'Histoire et de Géographie Ecclésiastiques, t. XIII, Paris, 1956,  coll. 928–930.
- (DE) Norbert Kamp, Kirche und Monarchie im staufischen Königreich Sizilien, 2, Prosopographische Grundlegung: Bistümer und Bischöfe des Königreichs 1194 - 1266; Apulien und Kalabrien, München, 1975,  pp. 830-862.
- (LA) Paul Fridolin Kehr, Italia pontificia, X, Berolini, 1975,  pp. 109-117 (archiviato dall'url originale il 6 marzo 2016).
- (LA) Pius Bonifacius Gams, Series episcoporum Ecclesiae Catholicae, Graz, 1957,  pp. 878-879.
- (LA)  Konrad Eubel, Hierarchia Catholica Medii Aevi, vol. 1, p. 220; vol. 2, pp. 141–142; vol. 3, pp. 183–184; vol. 4, p. 171; vol. 5, p. 179; vol. 6, pp. 190–191
- Enzo Gabrieli, Cronotassi degli arcivescovi di Cosenza. Appunti di storia della diocesi di Cosenza-Bisignano, I Quaderni di Parola di Vita, del 24 marzo 2016

### Per Bisignano
- (LA) Ferdinando Ughelli, Italia sacra, I, seconda edizione, Venezia, 1717,  coll. 519–525.
- Vincenzio d'Avino, Cenni storici sulle chiese arcivescovili, vescovili e prelatizie (nullius) del Regno delle Due Sicilie, Napoli, 1848,  pp. 65-72.
- Giuseppe Cappelletti, Le Chiese d'Italia dalla loro origine sino ai nostri giorni, XXI, Venezia, 1870,  pp. 411-415.
- (FR) F. Bonnard, Bisignano (PDF), in Dictionnaire d'Histoire et de Géographie Ecclésiastiques, t. IX, Paris, 1937,  coll. 7–8.
- (DE) Norbert Kamp, Kirche und Monarchie im staufischen Königreich Sizilien, 2, Prosopographische Grundlegung: Bistümer und Bischöfe des Königreichs 1194 - 1266; Apulien und Kalabrien, München, 1975,  pp. 810-815.
- (LA) Paul Fridolin Kehr, Italia pontificia, X, Berolini, 1975,  pp. 93-98 (archiviato dall'url originale il 6 marzo 2016).
- (LA) Pius Bonifacius Gams, Series episcoporum Ecclesiae Catholicae, Graz, 1957,  p. 858.
- (LA)  Konrad Eubel, Hierarchia Catholica Medii Aevi, vol. 1, p. 136; vol. 2, p. 106; vol. 3, p. 134; vol. 4, p. 117; vol. 5, pp. 119–120; vol. 6, p. 263
- (LA) Bolla De utiliori, in Bullarii romani continuatio, Tomo XV, Romae, 1853,  pp. 56-61.